# 野利仁榮
野利仁榮（西夏文：𘘣𗎁𗸯𘄊，？—1042年），為西夏開國重臣，是西夏景宗李元昊皇后野利氏的疏族。相傳為西夏文創始人，于大慶元年（1036年）秉承景宗旨意創造蕃書（西夏文），成十二卷，行體方整，但筆劃繁冗。
天授礼法延祚二年（1039年）建蕃學，野利仁榮受任主其事。
野利仁榮死于延祚五年（1042年），贈富平侯。天盛十四年（1162年）西夏仁宗李仁孝為表其封制蕃字之功，追贈為廣惠王。